# Szent Márton-sziget
A Szent Márton-sziget (franciául: Saint-Martin, hollandul: Sint Maarten) a Karib-tengeren, a Kis-Antillák, azon belül a Szélcsendes-szigetek szigetcsoportban, Puerto Ricótól mintegy 300 km-re keletre fekszik. A 87 km²-es sziget területe 1648 óta megoszlik Franciaország és Hollandia között. A déli, holland rész (kb. a terület 40%-a) neve Sint Maarten – egyike a Holland Királyság négy alkotmányos részének, az északi francia részé (kb. a terület 60%-a) pedig Collectivité de Saint-Martin.
2009. január 1-jén a sziget lakossága 77 741 fő volt, melyből a francia oldalon 36 824-en, a hollandon pedig 40 917-en éltek.

## Képek

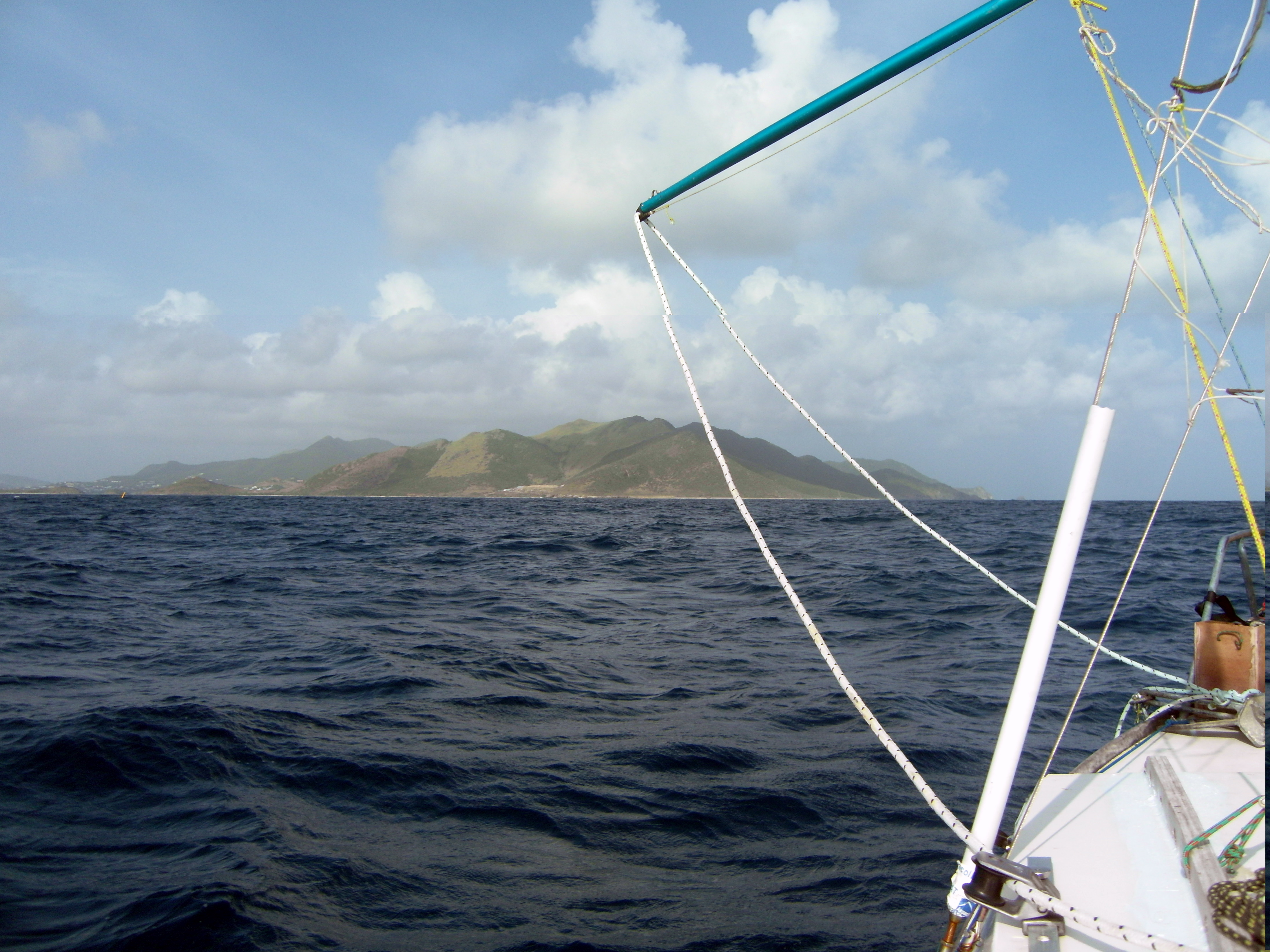
Szent Márton-sziget
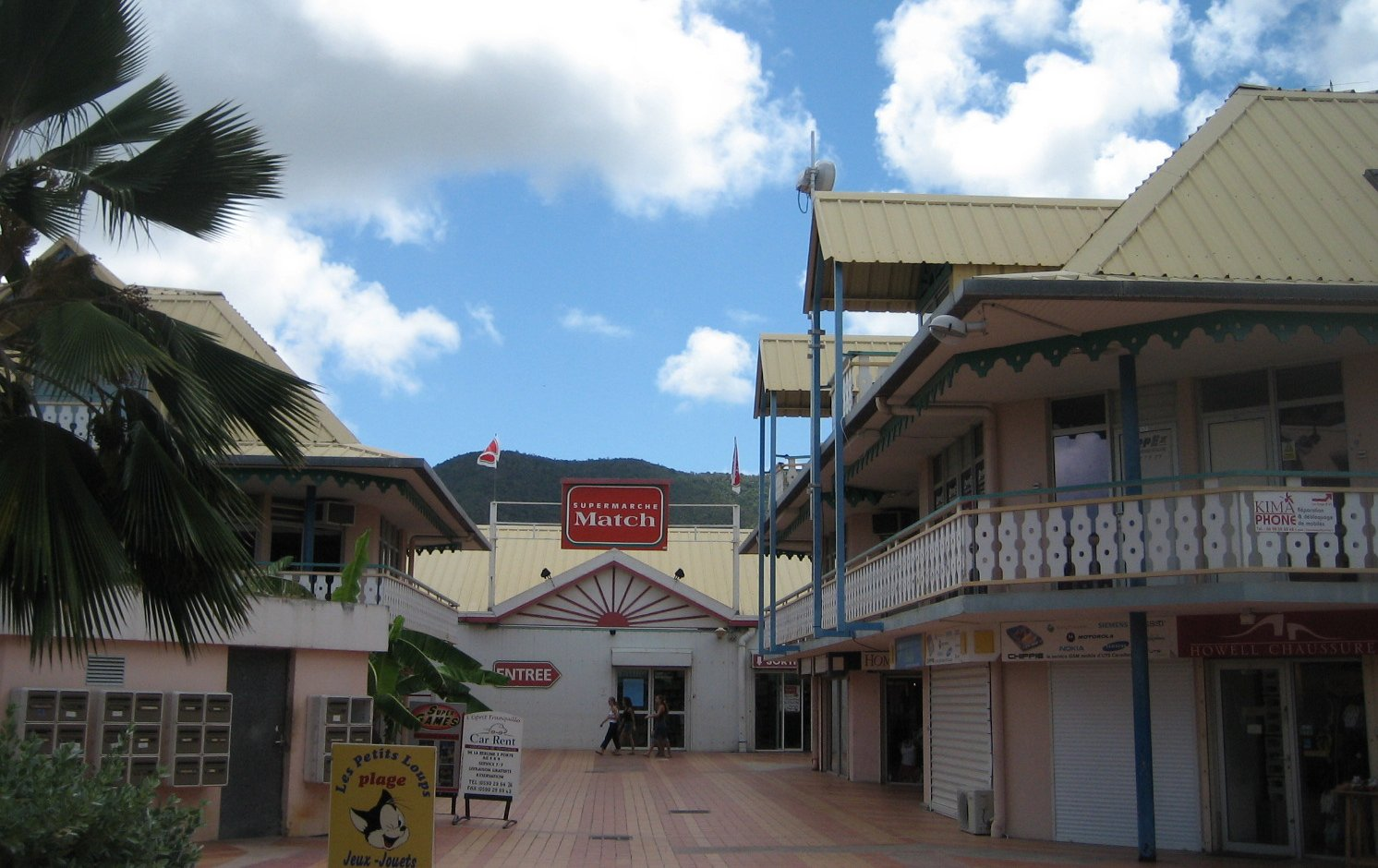
Bolt Saint-Martin-on, francia oldal
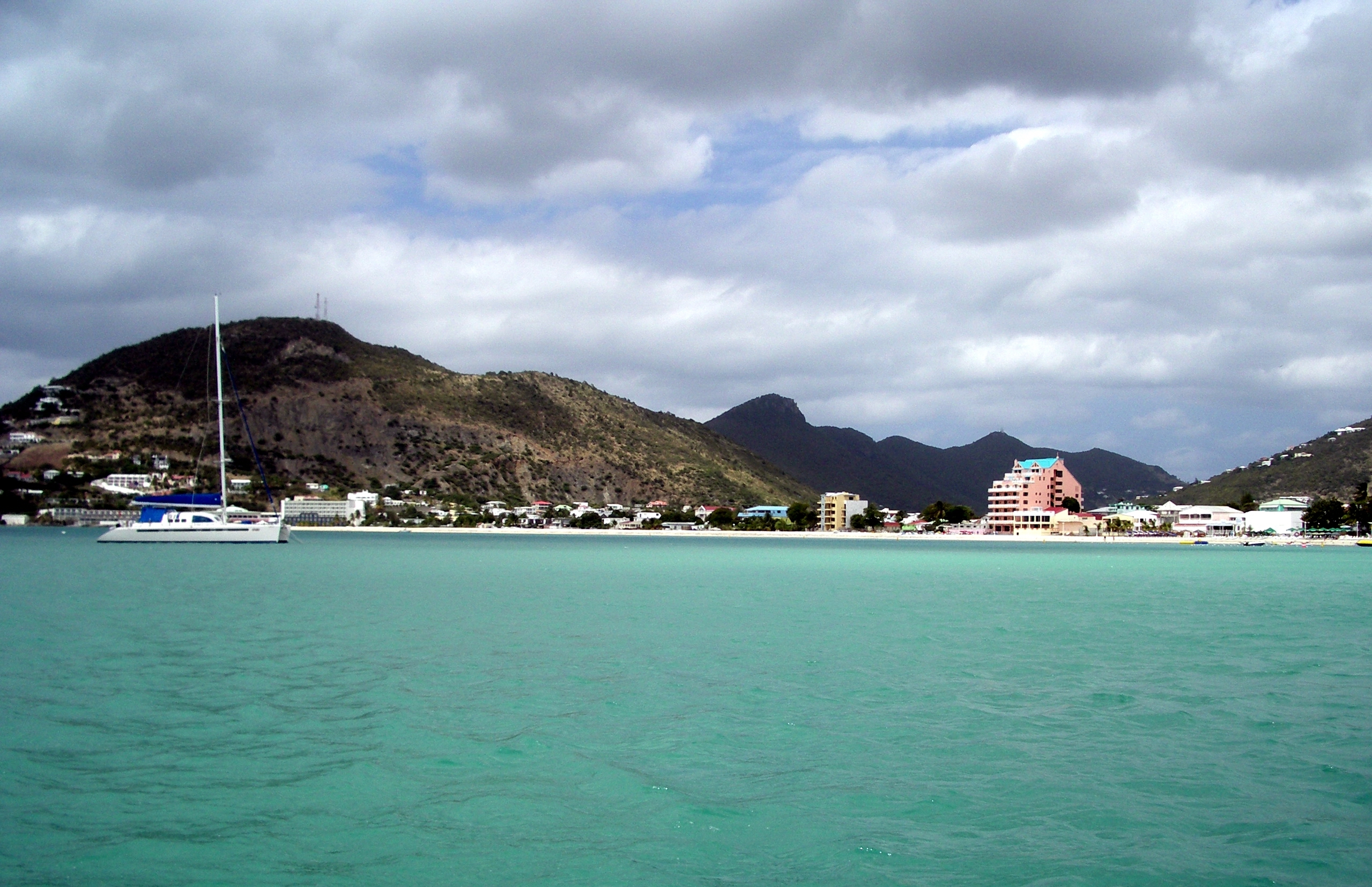
Saint-Martin, holland oldal
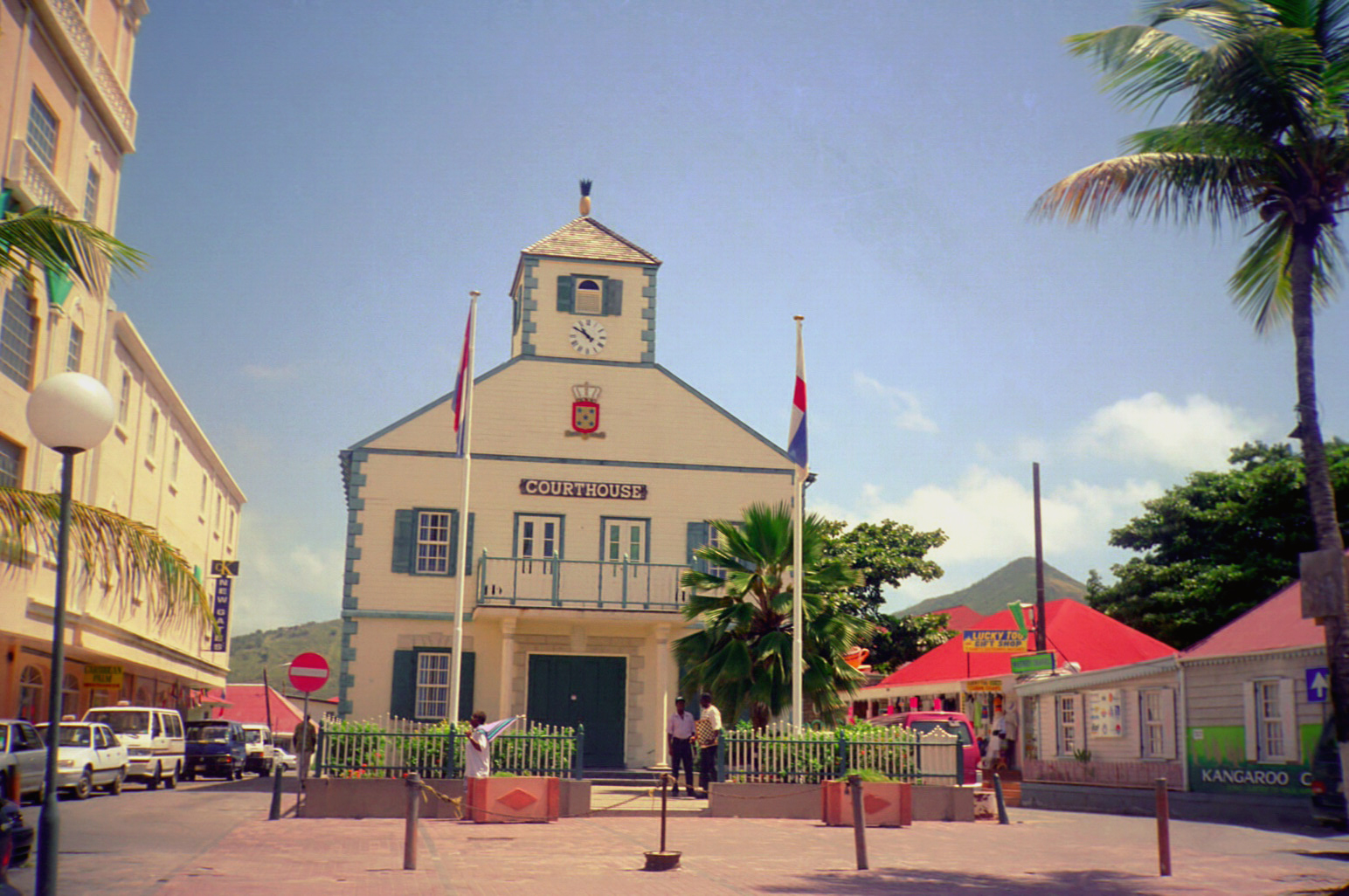
Philipsburg (holland oldal)
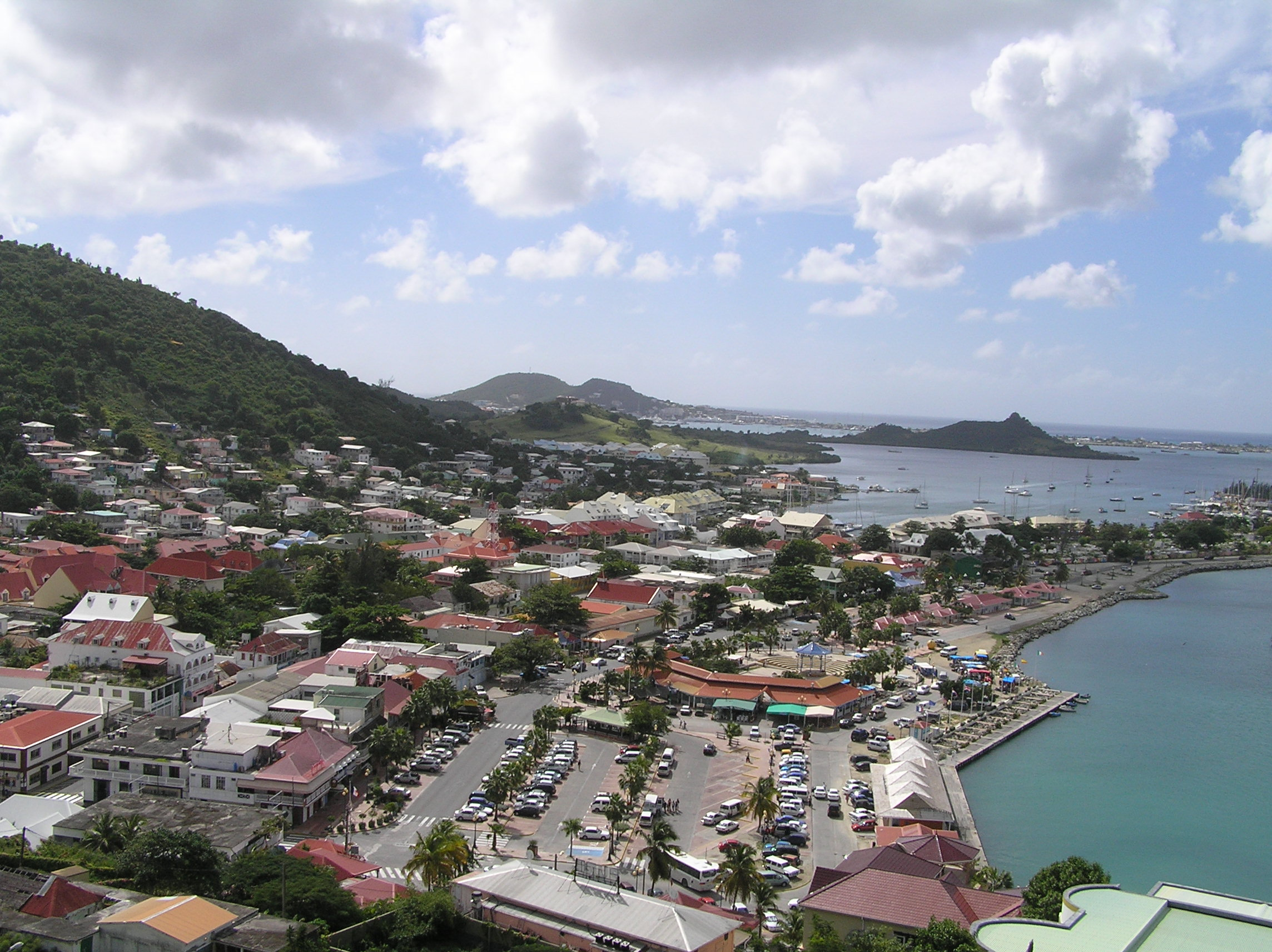
Marigot (francia oldal)
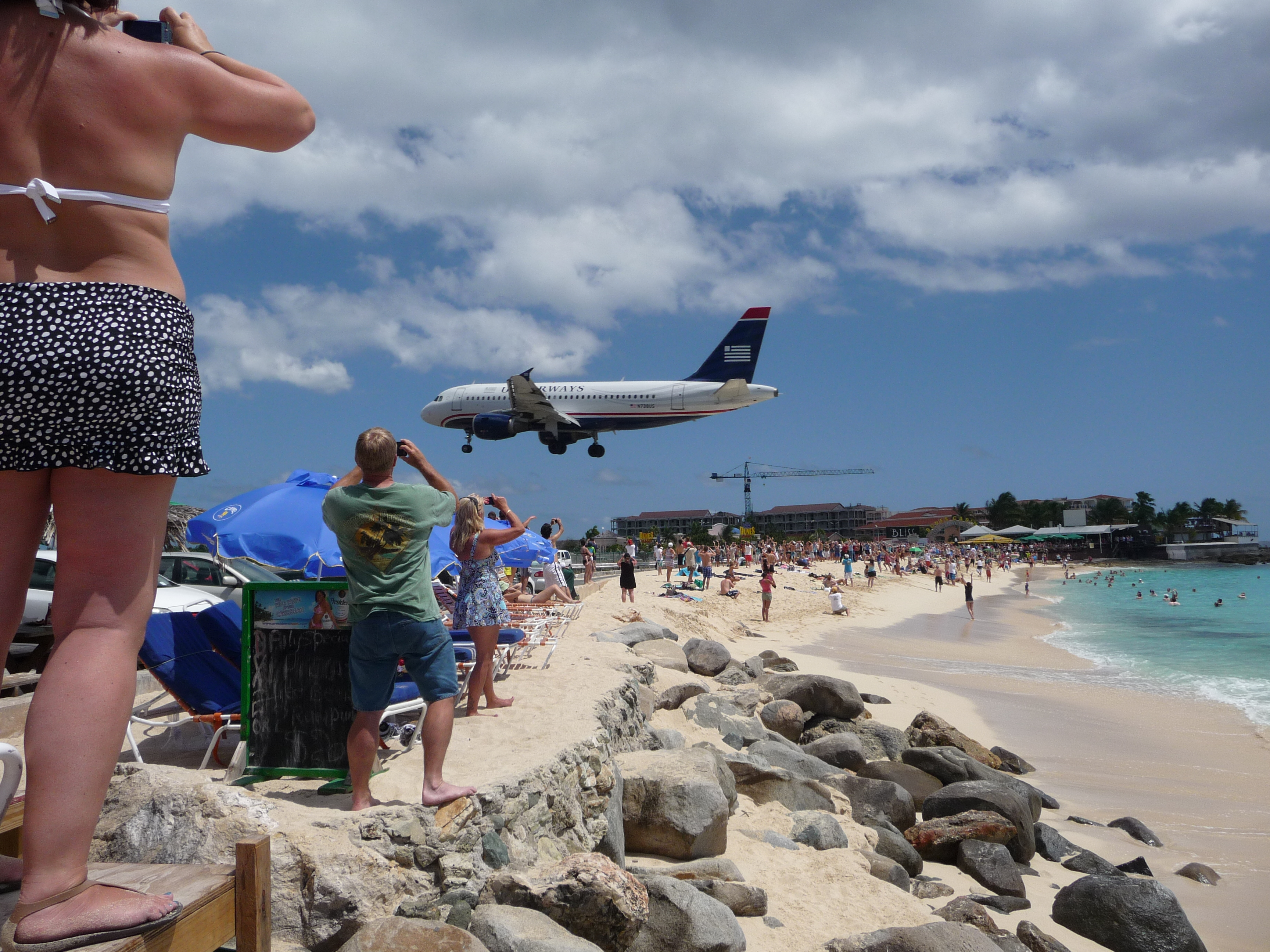
Maho Beach (holland oldal)

## Fordítás
- Ez a szócikk részben vagy egészben a Saint Martin című angol Wikipédia-szócikk ezen változatának fordításán alapul.  Az eredeti cikk szerkesztőit annak laptörténete sorolja fel. Ez a jelzés csupán a megfogalmazás eredetét és a szerzői jogokat jelzi, nem szolgál a cikkben szereplő információk forrásmegjelöléseként.